# 85 Pułk Artylerii Obrony Przeciwlotniczej

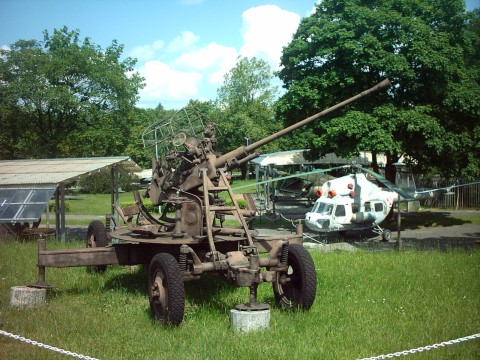
37 mm armata przeciwlotnicza wz. 1939

85 Pułk Artylerii Obrony Przeciwlotniczej – oddział przeciwlotniczy ludowego Wojska Polskiego.

## Formowanie i zmiany organizacyjne
Sformowany jako pułk przeciwlotniczy małego kalibru na podstawie rozkazu MON 0043/Org 17 maja 1951. Wchodził początkowo w skład 7 Korpusu Artylerii Obrony Przeciwlotniczej, a następnie 13 DAPlot. Stacjonował w garnizonie Bytom. W 1967 przemianowany na 18 Samodzielny Pułk Artylerii OPK im. Powstańców Śląskich.

## Skład organizacyjny
Dowództwo i sztab
- pluton dowodzenia
- bateria szkolna
- 4 baterie artylerii przeciwlotniczej
  - drużyna dowodzenia
  - 3 plutony ogniowe

Razem w pułku:
- 459 żołnierzy; 26 armat plot 37 mm wz 39; 16 dalmierzy

## Dowódcy pułku
- mjr Stefan Kolouszek
- mjr Tadeusz Kempf
- mjr Krystian Hille
- mjr Michał Zakrzewski
- mjr Stefan Wegeman
- ppłk Jan Łazarczyk
- ppłk Jerzy Putowski